# Oued Messaoud
Oued Messaoud är en wadi i Algeriet.   Den ligger i provinsen Adrar, i den centrala delen av landet, 1 100 km söder om huvudstaden Alger.